# 耀中广场
耀中廣場（英語：China Shine Plaza）是1幢45層摩天大樓，及3層的裙樓以及地下4層的停車場，第四層以上均為辦公用途。

## 历史
於2004年動工，2007年落成，2008年剪綵，目前是眾多全球500強企業在廣州的辦公地點。